# Communauté de communes Val de Ligne
La communauté de communes Val de Ligne est une communauté de communes française, située dans le département de l'Ardèche en région Auvergne-Rhône-Alpes.
Le nom fait référence à la rivière de la Ligne qui traverse le territoire.

## Historique
Le schéma départemental de coopération intercommunale de l'Ardèche de 2015 prévoyait la fusion avec les communautés de communes Ardèche des Sources et Volcans, Berg et Coiron, du Pays d'Aubenas-Vals et du Vinobre, profitant de l'intégration des communes dans l'aire urbaine d'Aubenas. Cette fusion n'est pourtant pas obligatoire, du fait d'un critère d'exemption (zone de montagne).
Le projet, validé en mars 2016, maintiendra finalement la structure intercommunale en l'état (sauf modification survenue avant le 15 juin 2016).

## Territoire communautaire

### Composition
La communauté de communes est composée des 11 communes suivantes :

| Nom                 | Code Insee | Gentilé       | Superficie (km2) | Population (dernière pop. légale) | Densité (hab./km2) |
| ------------------- | ---------- | ------------- | ---------------- | --------------------------------- | ------------------ |
| Largentière (siège) | 07132      | Largentiérois | 7,22             | 1 496 (2022)                      | 207                |
| Chassiers           | 07058      | Chassierois   | 12,26            | 992 (2022)                        | 81                 |
| Chazeaux            | 07062      |               | 4,62             | 134 (2022)                        | 29                 |
| Joannas             | 07109      | Joannassiens  | 11,93            | 317 (2022)                        | 27                 |
| Laurac-en-Vivarais  | 07134      | Lauracois     | 8,97             | 1 045 (2022)                      | 116                |
| Montréal            | 07162      | Montréalais   | 6,15             | 569 (2022)                        | 93                 |
| Prunet              | 07187      | Prunetois     | 8,81             | 134 (2022)                        | 15                 |
| Rocher              | 07193      | Rocherois     | 3,09             | 296 (2022)                        | 96                 |
| Sanilhac            | 07307      |               | 20,95            | 444 (2022)                        | 21                 |
| Tauriers            | 07318      |               | 4,51             | 203 (2022)                        | 45                 |
| Uzer                | 07327      | Uzerois       | 3,51             | 418 (2022)                        | 119                |

### Démographie
| 1968  | 1975  | 1982  | 1990  | 1999  | 2008  | 2013  |
| ----- | ----- | ----- | ----- | ----- | ----- | ----- |
| 6 104 | 5 729 | 5 818 | 5 630 | 5 640 | 6 051 | 6 202 |

## Administration

### Siège
Le siège de la communauté de communes est situé à Largentière.

### Les élus
La communauté de communes est gérée par un conseil communautaire composé de 29 membres représentant chacune des communes membres et élus pour une durée de six ans.
Ils sont répartis comme suit :
| Nombre de délégués | Communes                                                    |
| ------------------ | ----------------------------------------------------------- |
| 6                  | Largentière                                                 |
| 3                  | Chassiers, Laurac-en-Vivarais, Montréal                     |
| 2                  | Chazeaux, Joannas, Prunet, Rocher, Sanilhac, Tauriers, Uzer |

### Présidence
En 2014, le conseil communautaire a élu Robert Vielfaure, et désigné cinq vice-présidents :
1. Jean Monnier : développement économique ;
2. Johan Deleuze : aménagement du territoire ;
3. Hélène Mouterde : services à la personne ;
4. Michel Ledauphin : développement touristique ;
5. Jean-Luc Gleyze : services aux collectivités.

Ils forment ensemble l'exécutif de l'intercommunalité pour le mandat 2014-2020.                             Depuis 2020 Brigitte Bauland est présidente.

### Compétences
L'intercommunalité exerce des compétences qui lui sont déléguées par les communes membres.
Les compétences exercées sont les suivantes :
- aménagement de l'espace (obligatoire) : mise en œuvre des actions du projet territorial, approbation de la charte de développement du Pays de l'Ardèche Méridionale, etc. ;
- développement économique (obligatoire) : promotion du développement économique communautaire, de l'économie touristique, création, aménagement et gestion d'une zone d'activité à Largentière, etc. ;
- politique du logement et du cadre de vie (optionnel) : programme local et opération programmée d'amélioration de l'habitat ;
- abords de l'ensemble du domaine public et privé communal des communes membres (optionnel) : protection contre l'incendie, entretien des cours d'eau et de l'éclairage public ;
- protection de l'environnement (optionnel) ;
- gestion équilibrée des cours d'eau (optionnel) ;
- services à la personne (facultatif) ;
- étude, création, aménagement, entretien, etc. d'un aménagement pour les véhicules non motorisés (facultatif) ;
- actions sociales d'intérêt communautaire (facultatif) ;

### Régime fiscal et budget
La communauté de communes applique la fiscalité professionnelle unique.

## Projets et réalisations
- La communauté de communes participe à la revitalisation des centres-bourgs, notamment de celui de Largentière[Off 3].